# Ноћ вештица 5: Освета Мајкла Мајерса
Ноћ вештица 5: Освета Мајкла Мајерса (енгл. Halloween 5: The Revenge of Michael Myers) амерички је хорор филм из 1989. режисера Доминика Отенина Жирара. У главним улогама су Доналд Плезенс, који је по четврти пут у улози др Самјуела Лумиса, и Данијела Харис, која се вратила у улогу Џејми Лојд из претходног дела. Филм је директан наставак на Ноћ вештица 4: Повратак Мајкла Мајерса и радња заузима време тачно годину дана од њега. Мајкл се враћа у поспани Хадонфилд у Илиноису како би убио своју сестричину Џејми, која је сада нема, а др Лумис уз помоћ шерифа Микера покушава да је спасе.
Филм је започео објашњење зашто Мајкл не може да умре и зашто је он чисто зло, али је то детаљније разјашњено у наставку, који је снимљен шест година касније и носи назив Ноћ вештица 6: Проклетство Мајкла Мајерса.

## Радња
31. октобра 1988. Мајкл Мајерс је упуцан и падне низ окно рудника. Шериф Бен Микер, линчерска руља хадонфилдских камионџија и државна полиција баце динамит да га докрајче. Побегавши у оближњи поток пре него што динамит експлодира, Мајкл наиђе на једног старог пустињака, који га прихвати у своју кућицу и стара се о њему, али Мајкл падне у кому. Годину дана касније, 30. октобра 1989. Мајкл се пробуди из коме, избоде пустињака на смрт његовим ножем и врати се у Хадонфилд да пронађе своју сестричину Џејми Лојд, коју је за длаку убио годину дана раније.
Џејми је смештена на Хадонфилдску дечју клинику након што је напала своју усвојену мајку. Џејми је онемела услед психолошке трауме, патећи од кошмара и епилептичких напада и показујући знаке телепатске повезаности са својим ујаком. Др Сем Лумис постаје свестан Џејмине телепатске везе са Мајклом и покушава да убеди Микера да је Мајкл још увек жив. У међувремену Мајкл избоде на смрт Џејмину усвојену сестру Рејчел и почне да вреба њихову пријатељицу Тину. Мајкл убије Тининог момка Мајка, а потом се издаје за њега носећи маску коју му је Тина раније поклонила.
Касније те вечери Тина и њени пријатељи Сем и Спиц присуствују прослави Ноћи вештица на једној фарми. Осећајући да је Тина у опасности, Џејми (која је делимично повратила способност говора) оде да је упозори. Док Сем и Спиц воде љубав у амбару, Мајкл прободе Спица грабуљама и косом одруби главу Сем. Тина затекне лешеве и оде да упозори оближње шерифове помоћнике, али види да их је Мајкл већ побио. Тина побегне, али стигну Џејми и њен друг Били Хил (такође пацијент са клинике). Мајкл почне да јури Џејми, али слупа аутомобил ударивши у дрво. Мајкл изађе из аута, а Тина жртвује себе да би Џејми и Били имали времена да побегну. Лумис стигне на лице места, а Џејми коначно пристане да му помогне да заувек заустави Мајкла.
Уз Џејмину помоћ, Лумис и Микер направили су намештаљку у старој кући Мајерсових да га намаме натраг у његов стари дом. Одједном полиција прими позив са пријавом да је Мајкл провалио у клинику, због чега Микер и већина полицајаца оду; међутим, тај позив је пука диверзија. Мајкл се појави и убије државног полицајца који је седео напољу у патролном аутомобилу, пре него што уђе у кућу. Лумис покуша да га уразуми, али га Мајкл посече и баци преко степенишног рукохвата. Мајкл убије још једног државног полицајца који је штитио Џејми пре него што је појури по кући. Џејми се сакрије у вешерајско окно, али је принуђена да га напусти када је Мајкл убоде и повреди. Побегавши горе, Џејми у поткровљу затекне лешеве Рејчелиног добермана Макса, Рејчел и Мајка. Мајкл пронађе Џејми и покуша да је убије, али се заустави када га Џејми ослови са "ујаче" и скине му маску. Када му Џејми додирне лице, он падне у јарост и изнова је појури. Џејми сиђе доле и затекне Лумиса. Међутим, Лумис је полудео и употреби је као мамац за Мајкла, намамивши убицу у клопку и упуцавши га пиштољем са успављивачима. Када то не упали, Лумис почне да удара Мајкла даском покушавајући да га ошамути, све док на крају не доживи мождани удар и сруши се на Мајкла.
Микер и остатак полиције врате се убрзо затим, а Мајкл је потом одведен у притвор. Микер увери Џејми да ће Мајкл, који је закључан у ћелији, остати у затвору док не умре; Џејми му, међутим, не верује, рекавши да Мајкл "никада неће умрети". Један од полицајаца крене да одвезе Џејми кући када неки тајанствени човек у црном, који је већ био тражио Мајкла, дође и изазове експлозију у полицијској станици. Полицајац, чувши пуцње, журно се врати унутра пошто упозори Џејми да остане у колима. Када се полицајац не врати, Џејми се врати унутра да види шта се збива и затекне станицу уништену од експлозије, заједно са Микером и још неколицином мртвих полицајаца. Џејми затекне Мајклову ћелију празну и стражња врата полицијске станице разваљена, услед чега доживи нервни слом и стропошта се у сузама схвативши да је Мајкл поново на слободи да би наставио да терорише Хадонфилд.

## Улоге
| Глумац         | Улога                         |
| -------------- | ----------------------------- |
| Доналд Плезенс | др Самјуел Лумис              |
| Данијела Харис | Џејми Лојд                    |
| Венди Каплан   | Тина Вилијамс                 |
| Ели Корнел     | Рејчел Карадерс               |
| Дон Шенкс      | Мајкл Мајерс                  |
| Бо Стар        | шериф Бен Микер               |
| Тамара Глин    | Саманта "Сем" Томас           |
| Џефри Ландман  | Били Хил                      |
| Џонатан Чапин  | Мајк                          |
| Дон Шенкс      | Човек у црном (др Теренс Вин) |
| Метју Вокер    | Спиц                          |
| Бети Карвало   | мед. сестра Петси             |
| Трој Еванс     | Чарли Блоч                    |
| Френк Комо     | Ник Рос                       |
| Дејвид Арсин   | Том Фарах                     |
| Карен Алстон   | Дарлин Карадерс               |